# Seznam medailistů na mistrovství Evropy – štafeta 4 × 400 m
Běh na 4 × 400 m se poprvé na ME v atletice objevil při jeho prvním ročníku v Turíně v roce 1934, kdy se všech disciplín zúčastnili pouze muži. Ženy poprvé startovaly na evropském šampionátu v Athénách v roce 1969.

## Muži
| Rok  | Místo     | Zlato | Výkon vítěze                     | Stříbro                          | Bronz                            |
| ---- | --------- | --- | -------------------------------- | -------------------------------- | -------------------------------- |
| 1934 | Turín     | Německo Helmut Hamann Hans Scheele Harry Voigt Adolf Metzner                                                                     | 3:14,1                           | Francie                          | Švédsko                          |
| 1938 | Paříž     | Německo Hermann Blazejezak Manfred Bues Erich Linnhoff Rudolf Harbig                                                             | 3:13,7                           | Velká Británie                   | Švédsko                          |
| 1946 | Oslo      | Francie Bernard Santona Yves Cros Robert Chef d’Hôtel Jacques Lunis                                                              | 3:14,4                           | Velká Británie                   | Švédsko                          |
| 1950 | Brusel    | Velká Británie Martin Pike Leslie Lewis Angus Scott Derek Pugh                                                                   | 3:10,2                           | Itálie                           | Švédsko                          |
| 1954 | Bern      | Francie Pierre Haarhoff Jacques Degats Jean-Paul Martin-du-Gard Jean-Pierre Goudeau                                              | 3:08,7                           | NSR                              | Finsko                           |
| 1958 | Stockholm | Velká Británie Ted Sampson John MacIsaac John Wrighton John Salisbury                                                            | 3:07,9                           | NSR                              | Švédsko                          |
| 1962 | Bělehrad  | NSR Wilfried Kindermann Johannes Schmitt Hans-Joachim Reske Manfred Kinder                                                       | 3:05,8                           | Velká Británie                   | Švýcarsko                        |
| 1966 | Budapešť  | Polsko Jan Werner Edmund Borowski Stanisław Grędziński Andrzej Badeński                                                          | 3:04,5                           | NSR                              | NDR                              |
| 1969 | Athény    | Francie Gilles Bertould Christian Nicolau Jacques Carette Jean-Claude Nallet                                                     | 3:02,30                          | SSSR                             | NSR                              |
| 1971 | Helsinky  | NSR Horst-Rüdiger Schlöske Thomas Jordan Martin Jellinghaus Hermann Köhler                                                       | 3:02,94                          | Polsko                           | Itálie                           |
| 1974 | Řím       | Velká Británie Glen Cohen Bill Hartley Alan Pascoe David Jenkins                                                                 | 3:03,33                          | NSR                              | Finsko                           |
| 1978 | Praha     | NSR Martin Weppler Franz-Peter Hofmeister Bernd Herrmann Harald Schmid                                                           | 3:02,03                          | Polsko                           | Československo                   |
| 1982 | Athény    | NSR Erwin Skamrahl Harald Schmid Thomas Giessing Hartmut Weber                                                                   | 3:00,51                          | Velká Británie                   | SSSR                             |
| 1986 | Stuttgart | Velká Británie Derek Redmond Kriss Akabusi Brian Whittle Roger Black                                                             | 2:59,84                          | NSR                              | SSSR                             |
| 1990 | Split     | Velká Británie Paul Sanders Kriss Akabusi John Regis Roger Black                                                                 | 2:58,22 RM                       | NSR                              | NDR                              |
| 1994 | Helsinky  | Velká Británie David McKenzie Roger Black Brian Whittle Du'aine Ladejo                                                           | 2:59,13                          | Francie                          | Rusko                            |
| 1998 | Budapešť  | Velká Británie Mark Hylton Jamie Baulch Iwan Thomas Mark Richardson                                                              | 2:58,68                          | Polsko                           | Španělsko                        |
| 2002 | Mnichov   | Velká Británie Jared Deacon Matthew Elias Jamie Baulch Daniel Caines                                                             | 3:01,25                          | Rusko                            | Francie                          |
| 2006 | Göteborg  | Francie Leslie Djhone Ydrissa M'Barke Naman Keïta Marc Raquil                                                                    | 3:01,10                          | Velká Británie                   | Polsko                           |
| 2010 | Barcelona | Rusko Maxim Dyldin Alexej Aksjonov Vladimir Krasnov Pavel Trenichin                                                              | 3:02,14                          | Velká Británie                   | Belgie                           |
| 2012 | Helsinky  | Belgie Antoine Gillet Jonathan Borlée Jente Bouckaert Kévin Borlée                                                               | 3:01,09                          | Velká Británie                   | Německo                          |
| 2014 | Curych    | Velká Británie Martyn Rooney Michael Bingham Conrad Williams Matthew Hudson-Smith                                                | 2:58,79                          | Rusko                            | Polsko                           |
| 2016 | Amsterdam | Belgie Julien Watrin Jonathan Borlée Dylan Borlée Kévin Borlée                                                                   | 3:01:10                          | Polsko                           | Velká Británie                   |
| 2018 | Berlín    | Belgie Dylan Borlée Jonathan Borlée Jonathan Sacoor Kévin Borlée                                                                 | 2:59.47                          | Velká Británie                   | Španělsko                        |
| 2020 | Paříž     | zrušeno kvůli pandemii covidu-19                                                                                                 | zrušeno kvůli pandemii covidu-19 | zrušeno kvůli pandemii covidu-19 | zrušeno kvůli pandemii covidu-19 |
| 2022 | Mnichov   | Velká Británie Matthew Hudson-Smith Charlie Dobson Lewis Davey Alex Haydock-Wilson Joe Brier* Rio Mitcham*                       | 2:59.35                          | Belgie                           | Francie                          |
| 2024 | Řím       | Velká Belgie Belgie Alexander Doom · Jonathan Sacoor · Robin Vanderbemden · Dylan Borlée · Florent Mabille* · Christian Iguacel* | 2:59,84                          | Itálie                           | Německo                          |

## Ženy
| Rok  | Místo     | Zlato | Výkon vítěze                     | Stříbro                          | Bronz                            |
| ---- | --------- | --- | -------------------------------- | -------------------------------- | -------------------------------- |
| 1969 | Athény    | Velká Británie Rosemary Stirlingová Pat Loweová Janet Simpsonová Lilian Boardová                                                                    | 3:30,82                          | Francie                          | NSR                              |
| 1971 | Helsinky  | NDR Rita Kühneová Ingelore Lohseová Helga Seidlerová Monika Zehrtová                                                                                | 3:29,28                          | NSR                              | SSSR                             |
| 1974 | Řím       | NDR Brigitte Rohdeová Waltraud Dietschová Angelika Handtová Ellen Streidtová                                                                        | 3:25,21                          | Finsko                           | SSSR                             |
| 1978 | Praha     | NDR Christiane Marquardtová Barbara Krugová Christina Brehmeová Marita Kochová                                                                      | 3:21,20                          | SSSR                             | Polsko                           |
| 1982 | Athény    | NDR Kirsten Siemonová Sabine Buschová Dagmar Rübsamová Marita Kochová                                                                               | 3:19,04                          | Československo                   | SSSR                             |
| 1986 | Stuttgart | NDR Kirsten Siemonová Sabine Buschová Petra Müllerová Marita Kochová                                                                                | 3:16,87 RM                       | NSR                              | Polsko                           |
| 1990 | Split     | NDR Manuela Derrová Annett Hesselbarthová Petra Müllerová Grit Breuerová                                                                            | 3:21,02                          | SSSR                             | Velká Británie                   |
| 1994 | Helsinky  | Francie Francine Landreová Evelyn Elienová Viviane Dorsileová Marie-José Pérecová                                                                   | 3:22,34                          | Rusko                            | Německo                          |
| 1998 | Budapešť  | Německo Anke Fellerová Uta Rohländerová Silvia Riegerová Grit Breuerová                                                                             | 3:23,03                          | Rusko                            | Velká Británie                   |
| 2002 | Mnichov   | Německo Florence Ekpo-Umohová Birgit Rockmeierová Claudia Marxová Grit Breuerová                                                                    | 3:25,10                          | Rusko                            | Polsko                           |
| 2006 | Göteborg  | Rusko Světlana Pospelovová Natalja Ivanovová Olga Zajcevová Taťjana Veškurovová                                                                     | 3:25,12                          | Bělorusko                        | Polsko                           |
| 2010 | Barcelona | Rusko Taťjana Firovová Anastasija Kapačinská Antonina Krivošapková Xenija Ustalovová                                                                | 3:21,26                          | Německo                          | Velká Británie                   |
| 2012 | Helsinky  | Ukrajina Julija Oliševská Olha Zemljaková Natalija Pyhydová Alina Lohvyněnková                                                                      | 3:25,07                          | Francie                          | Česko                            |
| 2014 | Curych    | Francie Marie Gayotová Muriel Hurtisová Agnès Raharolahyová Floria Gueï                                                                             | 3:24,27                          | Ukrajina                         | Velká Británie                   |
| 2016 | Amsterdam | Velká Británie Emily Diamond Anyika Onuora Eilidh Doyleová Seren Bundy-Davies                                                                       | 3:25,05                          | Francie                          | Itálie                           |
| 2018 | Berlín    | Polsko Malgorzata Holub-Kowaliková Iga Baumgart-Witaová Patrycja Wyciszkiewiczová Justyna Świętyová-Erseticová                                      | 3:26,59                          | Francie                          | Velká Británie                   |
| 2020 | Paříž     | zrušeno kvůli pandemii covidu-19 | zrušeno kvůli pandemii covidu-19 | zrušeno kvůli pandemii covidu-19 | zrušeno kvůli pandemii covidu-19 |
| 2022 | Mnichov   | Nizozemsko Eveline Saalbergová Lieke Klaverová Lisanne de Witteová Femke Bolová Laura de Witteová*                                                  | 3:20,87                          | Polsko                           | Velká Británie                   |
| 2024 | Řím       | Nizozemsko Lieke Klaverová Cathelijn Peetersová Lisanne de Witteová Femke Bolová Eveline Saalbergová* Anne van de Wielová* Myrte van der Schootová* | 3:22,39                          | Irsko                            | Belgie                           |